# Bouquet (Gard)
Bouquet település Franciaországban, Gard megyében. Lakosainak száma 197 fő (2022. január 1.). Bouquet Allègre-les-Fumades, Brouzet-lès-Alès, Fons-sur-Lussan, Lussan, Navacelles, Seynes és Vallérargues községekkel határos.

## Népesség
A település népességének változása:
| Lakosok száma | 73   | 114  | 103  | 176  | 172  | 173  | 176  | 175  | 183  | 197  |
|               | 1968 | 1982 | 1990 | 2006 | 2013 | 2015 | 2017 | 2019 | 2020 | 2022 |